# Marlierea spruceana
Marlierea spruceana är en myrtenväxtart som beskrevs av Otto Karl Berg. Marlierea spruceana ingår i släktet Marlierea och familjen myrtenväxter. Inga underarter finns listade i Catalogue of Life.